# Thubten Chökyi Nyima
Thubten Chökyi Nyima (tibétain : ཐུབ་བསྟན་ཆོས་ཀྱི་ཉི་མ་, Wylie : Thub-bstan Chos-kyi Nyi-ma, THL : Tubdain Qoigyi Nyima, 12 janvier 1883 à Dagpo – 1er décembre 1937 à Jyekundo), est le 9e panchen-lama du Tibet.
Il a siégé à la commission des affaires mongoles et tibétaines.[réf. nécessaire]

## Biographie
Thubten Chökyi Nyima naît en 1883 d'une mère simple servante, qui garde des troupeaux dans la montagne, et d'un père inconnu, dont la mère ne dévoila pas le nom. Il aurait eu un frère jumeau, lui même reconnu comme rTse-mchog-gling rinpoché. Il a pour tuteur Khunu Lama Tenzin Gyaltsen.
À l'âge de cinq ans, il est intronisé 9e panchen-lama par le 13e dalaï-lama, lui-même âgé seulement de douze  ans en 1888.
En 1901, Choekyi Nyima reçoit la visite du lama mongol Agvan Dorjiev. Bien qu'il ne soit resté que deux jours au monastère de Tashilhunpo, Dorjiev reçoit du panchen lama certains enseignements secrets, de même que la lecture de la « Prière de Shambhala », écrite par Lobsang Palden Yeshe, le 6e panchen-lama (ou 3e selon la nomenclature), à propos du royaume bouddhiste de Shambhala, prière qui fut d'une grande importance pour le développement de la compréhension par Dorjiev des enseignements tantriques du Kalachakra (la Roue du Temps). Choekyi Nyima a aussi donné des cadeaux à Dorjiev dont des statues en or.

### Expédition britannique au Tibet
Lors de l'expédition militaire britannique au Tibet (1903-1904), commandée par Francis Younghusband, le 13e dalaï-lama, Thubten Gyatso, voyant les troupes britanniques se rapprocher de Lhassa, s'enfuit en 1904 en Mongolie-Extérieure, à Ourga (aujourd'hui Oulan-Bator en Mongolie). William Frederick Travers O'Connor, secrétaire de Younghusband, devient alors le premier agent commercial britannique en poste à Gyantsé. Il se lie d'amitié avec le panchen lama et l’amène, en 1905, à Calcutta, où ce dernier rencontre, début 1906, le vice-roi des Indes Gilbert Elliot-Murray-Kynynmound, le Chogyal du Sikkim Thutob Namgyal et le futur roi du Bhoutan, Ugyen Wangchuk. Le panchen-lama y rencontre également le prince de Galles et futur roi George et la reine Mary.
Charles Alfred Bell est invité à rendre visite au 9e panchen-lama à Tashilhunpo, où ils ont des discussions amicales sur la situation politique.
En 1907, O'Connor fait acheminer au Tibet les deux premières automobiles à travers l'Himalaya, dont l'une est une Laurin & Klement offerte par le gouvernement indien au panchen-lama,.
En 1907, O'Connor suggère que l'Inde encourage le panchen-lama à déclarer son indépendance vis-à-vis de Lhassa en créant un état indépendant au Sud du Tibet, dirigé depuis son siège à Shigatsé. Le gouvernement britannique aurait alors reconnu et soutenu ce nouvel état.
La Chine prend prétexte d'une suzeraineté pour demander à deux reprises au 9e panchen-lama de prendre la place du 13e dalaï-lama, ce qu'il refuse.

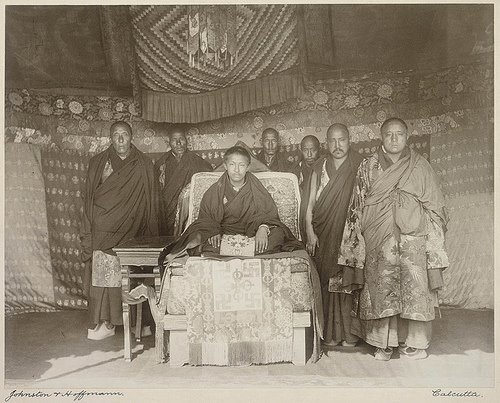
Le panchen-lama et son entourage à Calcutta en 1906.
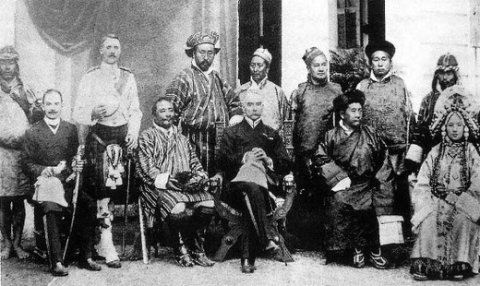
Ugyen Wangchuck, Thutob Namgyal rencontrés par le panchen-lama à Calcutta, 1906.

### Révolution chinoise et déclaration d'indépendance du Tibet
L'empire Qing s'effondre à la suite du Soulèvement de Wuchang en octobre 1911 à Wuhan. En décembre 1911, 18 provinces et districts chinois appuient la révolution, déclarant les unes après les autres leur indépendance. Le 13e dalaï-lama proclame, en 1912, l'indépendance du Tibet, indépendance de facto, qui ne fut reconnue par aucun État.

### Rapports entre le panchen-lama et le dalaï-lama
Selon le tibétologue Melvyn Goldstein, lorsque le 13e dalaï-lama, après son retour d'Inde en 1913, veut appliquer de nouvelles impositions aux domaines féodaux, le 9e panchen-lama refuse net, faisant valoir que les clauses des octrois de terres de l'empereur mandchou excluent tout impôt supplémentaire. Selon John Powers, le 13e dalaï-lama cherchait non seulement à prélever des revenus des domaines du panchen-lama pour couvrir un quart des dépenses militaires du Tibet, mais aussi à réduire les pouvoirs de ce dernier, lequel, à l'époque, régnait sur une région de fait autonome autour de Shigatsé.

### Alexandra David-Néel chez le panchen-lama (1916)
Le 13 juillet 1916, Alexandra David-Néel quitte le Sikkim pour le Tibet en compagnie de Yongden et d'un moine. Elle projette, entre autres choses, de se rendre au monastère de Tashilhunpo, près de Shigatsé. Au monastère, où elle arrive le 16 juillet, on la laisse consulter les écrits bouddhistes et visiter les divers temples. Le 19, elle se rend chez le panchen-lama, dont elle reçoit la bénédiction et un accueil charmant : il la présente aux notables de son entourage, à ses professeurs et à sa mère (avec laquelle Alexandra noue des liens d'amitié et qui lui suggère d'habiter un couvent). Le panchen-lama enchérit et lui propose de rester à Shigatsé comme son invitée, ce qu'elle décline, quittant la ville le 26 juillet, non sans avoir reçu les titres honoraires de lama et de docteur en bouddhisme tibétain et connu des heures de grande félicité.

### Fuite du panchen-lama en Chine
Le 22 décembre 1923, le 9e panchen-lama s'enfuit en Chine puis reste en exil en Chine et en Mongolie-Intérieure entre 1924 et 1934. Depuis longtemps tenu en suspicion par le gouvernement tibétain en raison de ses rapports étroits avec les Chinois et contestant ses obligations fiscales à l'égard de Lhassa, il se sent menacé après que les moines de son monastère se voient interdire toute fonction dans le gouvernement tibétain et ses représentants sont enfermés à Lhassa. Invité de façon impérative à venir habiter une maison spécialement construite pour lui à Lhassa et craignant qu'un attentat ne soit projeté contre sa personne, il annonce son intention de se renfermer dans ses appartements pour méditer quelque temps ; en réalité, il quitte son palais en secret pour gagner la frontière chinoise sous la garde d'une centaine de soldats du Tsang. Pensant pouvoir se servir de sa personne pour reprendre pied au Tibet, le gouvernement chinois l'accueille à bras ouverts, lui donnant l'usage du Parc du Sud à Pékin et favorisant la mise sur pied d'un « gouvernement du panchen-lama à l'étranger ».
Apprenant le départ du 9e panchen-lama, Agvan Dorjiev tente en vain de le rencontrer sur sa route jusqu'à Pékin, il laisse cependant une lettre à son attention lui suggérant de se réconcilier avec le 13e dalaï-lama. Selon Alexander Andreyev, le 9e panchen-lama répondit à Agvan Dorjiev qu'il n'avait pas de différend avec le 13e dalaï-lama et que sa fuite avait pour cause une lutte entre ses disciples et ceux du dalaï-lama.
Selon la thèse de Fabienne Jagou, malgré sa richesse apparente, le monastère de Tashilhunpo était devenu insolvable, et ne pouvait plus payer sa contribution au gouvernement tibétain. Le 9e panchen-lama ne se serait pas enfui, mais serait parti à la recherche de donateurs mongols pour régler cet impôt. Après diverses péripéties, il atteint la province du Gansu. Il est conduit jusqu'à Pékin. En Chine, il s’intéresse aux « Trois principes du peuple » de Sun Yat-sen, et joue le rôle de médiateur pour la paix pour la Mongolie septentrionale. C’est encore en Chine qu’il élabore un projet de modernisation du Tibet.
Le 9e panchen-lama demeure quatorze ans en exil et, alors qu'il est en chemin vers son monastère de Tashilhunpo, il meurt prématurément en 1937, à Jyekundo, de nos jours incorporé à la province du Qinghai, et alors dans la province tibétaine du Kham, à la frontière entre le Tibet et la Chine, à la suite du conflit sino-tibétain des années 1930. Sa dépouille est transportée de Jyekundo à Kansé, une ville du Sikang, où son corps, assis, les jambes croisées en posture de méditation, est mis dans une caisse remplie de sel en vue de sa momification, des centaines de lampes au beurre fournissant une illumination perpétuelle.

### Interaction avec la diplomatie britannique
Dans les années 1930, le 9e panchen-lama affirma à un diplomate britannique alors en poste à Pékin qu'il l'avait rencontré dans son monastère. Le diplomate qui n'était jamais allé au Tibet apprit plus tard qu'il avait une ressemblance avec George Bogle.
Le panchen-lama rencontra Edward Maurice Berkeley Ingram[Quand ?].

### Indications pour la réincarnation du13edalaï-lama
Peu avant sa mort, il donne des indications qui se confirmeront à une délégation de lamas recherchant la réincarnation du 13e dalaï-lama. Il s'agissait d'informations sur la localisation de la maison où rechercher l'enfant, dans le village de Taktser dans l'Amdo 
Partie de Lhassa, la délégation de Ketsang Rinpoché et de ses trois auxiliaires arriva dans le Kham après un voyage de deux mois. Atteignant le village de Riwoché, Ketsang Rinpoché écrivit au panchen-lama alors à Jyekundo, lui demandant si les escarmouches à la frontière sino-tibétaine pouvaient gêner la mission. Un mois plus tard, il reçut la réponse du panchen-lama qui l’assurait qu’aucun obstacle ne surviendrait. Le deuxième jour du Losar, ils rendirent visite au panchen-lama lui remettant des présents et des documents scellés du gouvernement tibétain. Le panchen-lama leur indiqua trois noms d’enfants comme des candidats prometteurs. Il fournit au groupe deux aides, des chevaux et ânes, un guide et les dirigea vers le nord, en Amdo. Des trois enfants mentionnés par le panchen-lama, l'un était décédé avant la visite de la délégation et le second ne montra pas de signes permettant sa reconnaissance. Le troisième enfant reçut la visite de Ketsang Rinpoché et de Tsédroung Lobsang, accompagnés d'un moine et d'un interprète du monastère de Kumbum connaissant le tibétain de Lhassa, et qui se présentèrent comme des pèlerins. L'enfant reconnut Ketsang Rinpoché comme un lama de Séra et il mentionna le nom de Tsédroung Lobsang. Il s'agissait de Lhamo Teundroup qui allait être reconnu comme le 14e dalaï-lama.

### Destruction et reconstruction de sa sépulture
Les tombeaux du 5e au 9e panchen-lama ont été détruits pendant la révolution culturelle, et furent reconstruits par le 10e panchen-lama dans un mausolée situé au monastère de Tashilhunpo à Shigatsé, et connu sous le nom de Tashi Langyar.

## Autres lectures
- Roland Barraux, Histoire des Dalaï-lamas, Albin Michel, Paris, 2002  (ISBN 2226133178).
- Gilles Van Grasdorff, Panchen Lama, Otage de Pékin, Ramsay, 1999  (ISBN 2841142833).
- Michael Harris Goodman, Le Dernier Dalaï-lama ?, Biographie et témoignages, éditions Claire Lumière, 1999  (ISBN 2905998261).